# Juan Ignacio Sell
Juan Ignacio Sell Sanz (Madrid, 14 de febrero de 1963) es un diplomático español. Fue embajador de España en Nigeria (2021-2025) con concurrencia en Benín (2022-2025).

## Biografía
Licenciado en Derecho, ingresó en la carrera diplomática en 1989. Estuvo destinado en las representaciones diplomáticas españolas en Argelia, El Salvador, Brasil, Estados Unidos y Rusia. 
Ha sido subdirector general adjunto de Personal y subdirector general de Cooperación Institucional, Cultural y de Comunicación del Instituto de Cooperación Iberoamericana.
Fue Director de Gabinete del Ministro de Asuntos Exteriores y de Cooperación desde julio de 2011, así como Embajador de España en la República de Sudáfrica (2012-2017).
Fue embajador de España en Abuya (Nigeria) (2021-2025).